# Pyotr Rashevsky
Pyotr Konstantinovich Rashevsky em russo:  Пётр Константинович Рашевский; (Moscou, 27 de julho de 1907 – Moscou, 1983) foi um matemático russo, que trabalhou com geometria.
Estudou de 1923 a 1928 na Universidade Estatal de Moscou, onde obteve o título de Candidato de Ciências em 1931, orientado por Veniamin Kagan. Em 1938 obteve a habilitação (Doktor nauk) em 1938, sendo então professor de geometria diferencial na Universidade Estatal de Moscou

## Obras
- Elementare Einführung in die Tensorrechnung (= Hochschulbücher für Mathematik. Bd. 42). Deutscher Verlag der Wissenschaften, Berlin 1959.
- Riemannsche Geometrie und Tensoranalysis. Deutscher Verlag der Wissenschaften, Berlin 1959. 2. Auflage, Harri Deutsch 1995 (russisch 1953).